# Sustitución tritonal

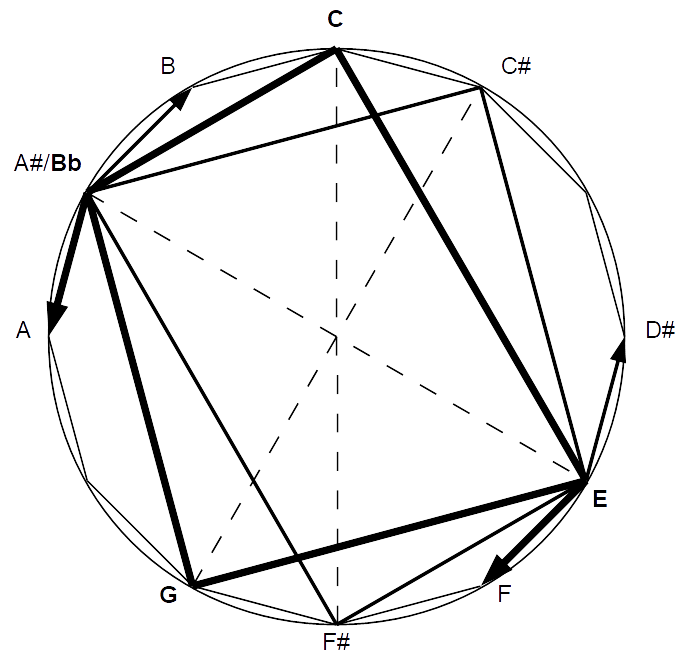
C7 es equivalente a F♯7, las notas características resuelven inversamente (mi-si♭ resuelve a fa-la, mientras la♯-mi resuelve a si-re♯)

La sustitución tritonal es una  de las sustituciones armónicas más comunes dentro del jazz, empleada tanto a nivel de acordes, como dentro de la improvisación, sobre todo para crear tensión durante un solo.
Esta sustitución deriva de los llamados acordes de sexta aumentada, muy frecuentes en el período de la práctica común de la música occidental. Ya en el siglo XX y dentro del jazz, este tipo de acordes serían usados, pero con otra aproximación, por músicos como Duke Ellington, Art Tatum, Coleman Hawkins, Dizzy Gillespie y Charlie Parker, entre otros.

## Resumen
En música tonal, una cadencia perfecta convencional consta de un acorde de séptima de dominante (V7), seguido por un acorde de tónica (I). Por ejemplo, en la tonalidad de C, el acorde de G7 (V7) resolverá en un acorde de C (I). La sustitución tritonal se realiza reemplazando ese V grado por un acorde de la misma especie - séptima de dominante -, cuya fundamental esté a distancia de tritono del original. En el siguiente cuadro vemos la cadencia ampliada con su II relacionado, y donde en el primer caso se emplea el V7 y luego su acorde sustituto.

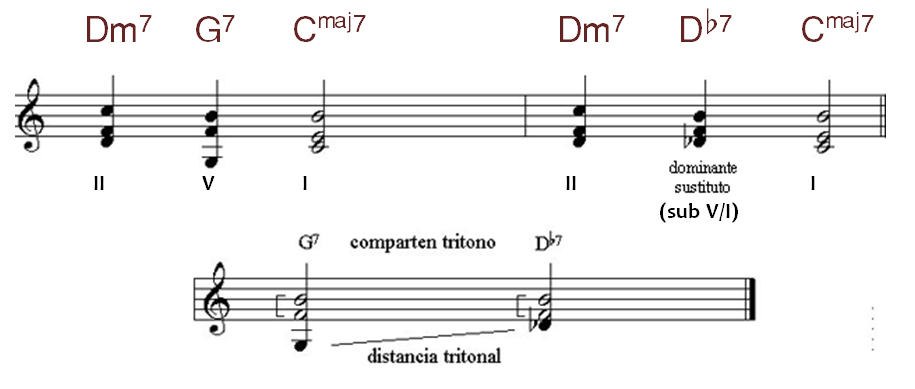
Sustitución Tritonal (B=Cb) e

## Análisis

### Clásico
La teoría clásica ha tratado siempre a este tipo de estructuras como acordes de sexta aumentada. En origen estos acordes surgen del movimiento cromático de las voces contrapuntísticas, y su resolución usual era sobre el acorde de dominante.

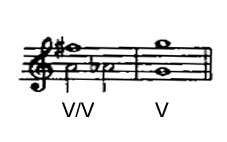
Resolución contrapuntística de la sexta aumentada

Las teorías más tradicionales han explicado estos acordes de dos formas; como un subdominante (IV grado menor) con la fundamental ascendida, o como un II grado con la quinta rebajada. Según esta segunda postura, este acorde procede de un dominante secundario (V de V).
Existían varias versiones de esta estructura, y todas incluían tres notas básicas. Si consideramos el final del Quinteto en C mayor de Schubert (citado más abajo) entonces este acorde se entiende como un V/V; estas tres notas serían la quinta rebajada (la♭) - generalmente en el bajo -, la tercera mayor (fa♯) - en una voz superior -, y la séptima menor del acorde (do) - en el medio de estas dos notas -. Esta era en esencia, la  "sexta Italiana". La fundamental está implícita, esto podría explicarse de la misma manera que ocurre con los casos de los acordes de séptima disminuida.
Las demás variantes más usuales eran, la "sexta Alemana" - con el agregado de la novena menor (E♭) - y la "sexta Francesa" - con el agregado de la fundamental (D) -.

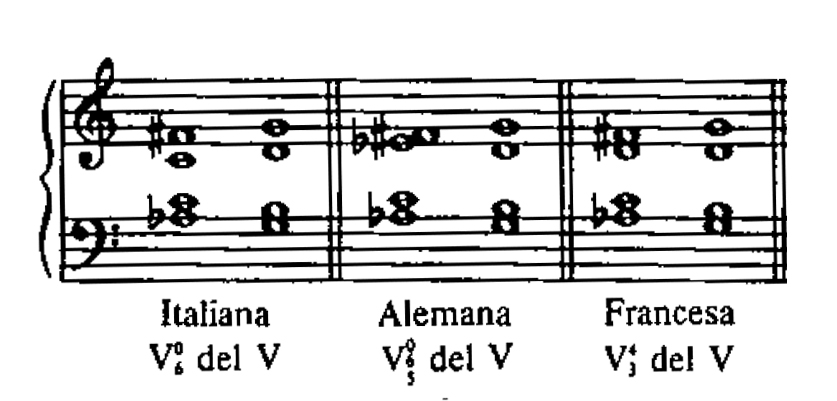
Acordes de Sexta Aumentada

Sin embargo otras posturas y tratadistas del siglo XXI, toman directamente el bajo del acorde como su fundamental. De esa manera, en los ejemplos mostrados estaríamos en presencia de una fundamental (la♭), tercera mayor (do) y sexta aumentada (fa♯) en el caso de la "Italiana", más la quinta justa en la "Alemana" (mi♭), o la quinta disminuida - u oncena aumentada (re) en la "Francesa". Según esta concepción, el acorde sigue cumpliendo función de dominante, pero su clasificación específica variará de acuerdo al criterio, adoptando diferentes nombres (dominante cromático, dominante sustituto o tritonal). 
Durante el período de la práctica común, los compositores no se limitaron a usar este acorde únicamente en ese sitio armónico. En su Quinteto de Cuerda en C mayor, Franz Schubert concluye con una cadencia final dramática, usando una acorde de sexta aumentada, pero reemplazando directamente al convencional G7 (V7), quien es reemplazado en los compases 3 y 4 por una "sexta Francesa": 

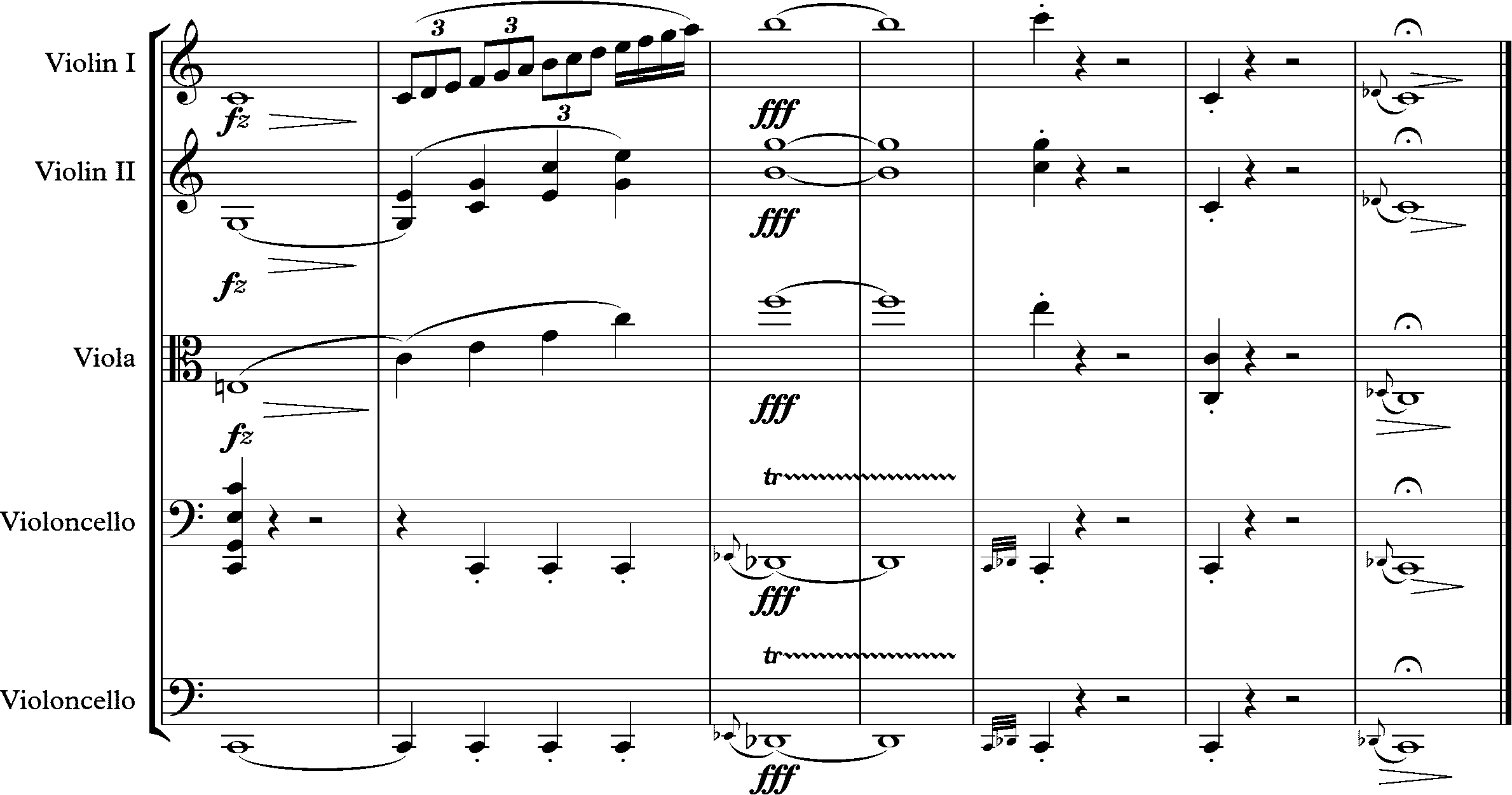
Schubert, Quinteto en C, barras finales. o

Desde su origen eminentemente cromático, junto al empleo cada vez mayor en diferentes sitios del contexto tonal, más la nula diferencia auditiva con respecto a un acorde de séptima de dominante, este acorde ha tenido diferentes interpretaciones a lo largo de la historia.

### Jazz

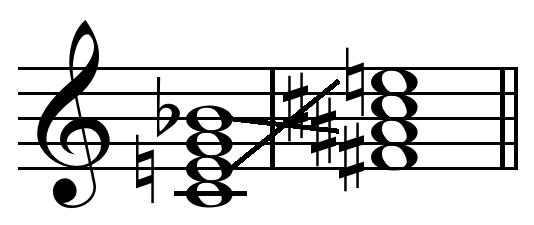
F♯7 puede sustituir para C7 porque ambos tienen el tritono tonal como notas características (mi♮ y si♭/la♯).

Dentro del jazz, los acordes de sexta aumentada son usualmente considerados como acordes de séptima de dominante. Basándose en el ejemplo previo, tomamos el acorde ahora como Db7, llamado dominante sustituto o tritonal de G7, quiere decir que está "sustituyendo" al G7. Esto deriva en que "cualquier acorde de séptima de dominante se puede sustituir por otro, ubicado a distancia de tres tonos (tritono) del acorde original". En otras palabras, la sustitución tritonal implica reemplazar un determinado V7 por un ♭II7. Desde el punto de vista del análisis funcional, puede encontrarse como subV7. 
La sustitución funciona porque ambos acordes contienen el mismo tritono tonal. En C mayor, tanto G7 como Db7 tienen estas dos notas, que son la cuarta (fa) y la séptima (si) de la escala. Mientras que la nota fa es la séptima menor de G7 y tercera mayor de Db7, la nota si es la tercera mayor de G7 y por enarmonía (si en lugar de dob) la séptima menor de Db7 . Esta dualidad en la interpretación del tritono permite además la posibilidad de usarse como acorde pivot, y mediante la reinterpretación de estas notas modular a otras tonos, sin desvirtuar la tonalidad.

### Improvisación
Los sustitutos tritonales están también estrechamente relacionados con el acorde alterado al que sustituye. Jerry Coker explica que "las sustituciones tritonales y los dominantes alterados son casi idénticos... Los buenos improvisadores usarán ambos recursos. Una comparación simple de las notas usadas con ambos acordes, y las notas usadas con las sustituciones tritonales o con dominantes alterados revelará un contraste sustancial, y puede originar que el analizador inexperto cometa errores... la distinción entre estos dos (sustitutos tritonales y dominantes alterados) es usualmente un punto discutible".

Tritone substitutions and altered dominants are nearly identical... Good improvisers will liberally sprinkle their solos with both devices. A simple comparison of the notes generally used with the given chord [notation] and the notes used in tri-tone substitution or altered dominants will reveal a rather stunning contrast, and could cause the unknowledgeable analyzer to suspect errors. ... the distinction between the two [tri-tone substitution and altered dominant] is usually a moot point.

El acorde alterado es un acorde de séptima de dominante modificado cromáticamente. Dentro del jazz puede derivarse de varias escalas. Una de las más usuales, es la llamada escala alterada, construida sobre el VII grado de la escala menor melódica. Este modo, sobre un acorde de séptima de dominante, refleja una sonoridad alterada donde cada grado está rebajado. Por ejemplo, G alterada - como VII de Ab menor melódica - tiene sol, la♭, si♭, do♭, re♭, mi♭ y fa. Dentro de la teoría del jazz, ese si♭ se interpreta como la♯, para considerarlo como tensión (novena aumentada: ♯9). De la misma manera se enarmoniza do♭ como si, es decir la tercera del G7. Nos queda entonces una escala que contiene T, ♭9, ♯9, 3, ♭5 (o ♯11), ♯5 (o ♭13) y ♭7.
Esta misma escala es enarmónica a la escala del acorde sustituto, ya que en jazz se utiliza el modo lidio b7 (IV de la menor melódica), que en esta relación, se deriva de la misma escala madre del acorde alterado, en el ejemplo, Ab menor melódica, es decir re♭, mi♭, fa, sol, la♭, si♭ y do♭. La relación escala/acorde en este caso es T, 9, 3, ♯4 (♯11), 5, 6 (13) y ♭7.